# Höckerschildkröten
Die Schildkröten-Gattung der Höckerschildkröten (Graptemys), die man in den Flüssen der östlichen USA findet, umfasst 12 Arten, die in zwei Artengruppen gegliedert werden, die breitköpfigen und die schmalköpfigen Höckerschildkröten. Ihre nächsten Verwandten sind die Schmuckschildkröten und die Zierschildkröten, mit denen sie den Chrysemys-Komplex bilden (benannt nach der Gattung der Zierschildkröten).
Die im Brackwasser der Flussdeltas lebenden Diamantschildkröten (Malaclemys) hatten zusammen mit den Höckerschildkröten einen gemeinsamen Vorfahren. Somit handelt es sich in der Systematik um Schwesterntaxa.

## Merkmale
Höckerschildkröten haben eine grünliche bis schwarze Haut, die mit hellgelben bis orangefarbenen Linien überzogen ist. Der olivgrüne bis dunkelbraune Rückenpanzer (Carapax) ist flach und entlang der Mittellinie mit einem auffälligen Kiel versehen. Bei allen Arten außer der Falschen Landkarten-Höckerschildkröte (Graptemys geographica) ist dieser Kiel auf den ersten drei Vertebralschilden artabhängig zu mehr oder weniger prominenten Höckern geformt. Auch die hinteren Ränder des Rückenpanzers sind gezackt. Der Bauchpanzer (Plastron) ist hellgelb und weist bei einigen Arten eine dunkle Zeichnung auf. Obwohl diese Gattung mehrere kleinbleibende Arten umfasst, erreichen manche Höckerschildkröten eine Panzerlänge von knapp 30 Zentimetern.

### Lebensraum
Höckerschildkröten kommen vorwiegend in calciumreichen Flüssen mit je nach Art mäßiger bis starker Strömung vor. Die Ufer sollten mit dichter Vegetation bewachsen und unterhalb des Wasserspiegels verkrautet sein. Baumstämme oder Steine müssen als Sonnenplätze aus dem Wasser herausragen, da Höckerschildkröten vorzugsweise vom Wasser rundherum umgebene Stellen aufsuchen.

### Körpergröße
Die maximale Körpergröße einiger breitköpfiger Arten beträgt 30 Zentimeter Panzerlänge. Manche adulten Männchen schmalköpfiger Arten hingegen wachsen auf gerade einmal 8 Zentimeter.

### Geschlechtsunterschiede
Neben dem für Schildkröten typischen primären Geschlechtsmerkmal der unterschiedlichen Position der Kloake, fällt bei Höckerschildkröten besonders die Größendifferenz zwischen Männchen und Weibchen auf. Weibchen wachsen teilweise auf die dreifache Länge ihrer männlichen Artgenossen. Dadurch bedingt nehmen die Weibchen in ihrem Biotop über einen Großteil des Jahres eine gesonderte Ökologische Nische ein. Sie leben vorwiegend in den tiefen Bereichen in der Flussmitte, wogegen Jungtiere und Männchen die Uferzonen bewohnen.
Zudem ist bei Schildkrötenweibchen der Schwanz deutlich dicker als bei Männchen. Ausgewachsene Männchen hingegen haben viel längere Krallen.

### Lebenserwartung
Mangels genauerer Statistiken kann man aufgrund von Beobachtungen einzelner Tiere in Gefangenschaft davon ausgehen, dass Höckerschildkröten um die 60 Jahre alt werden können.

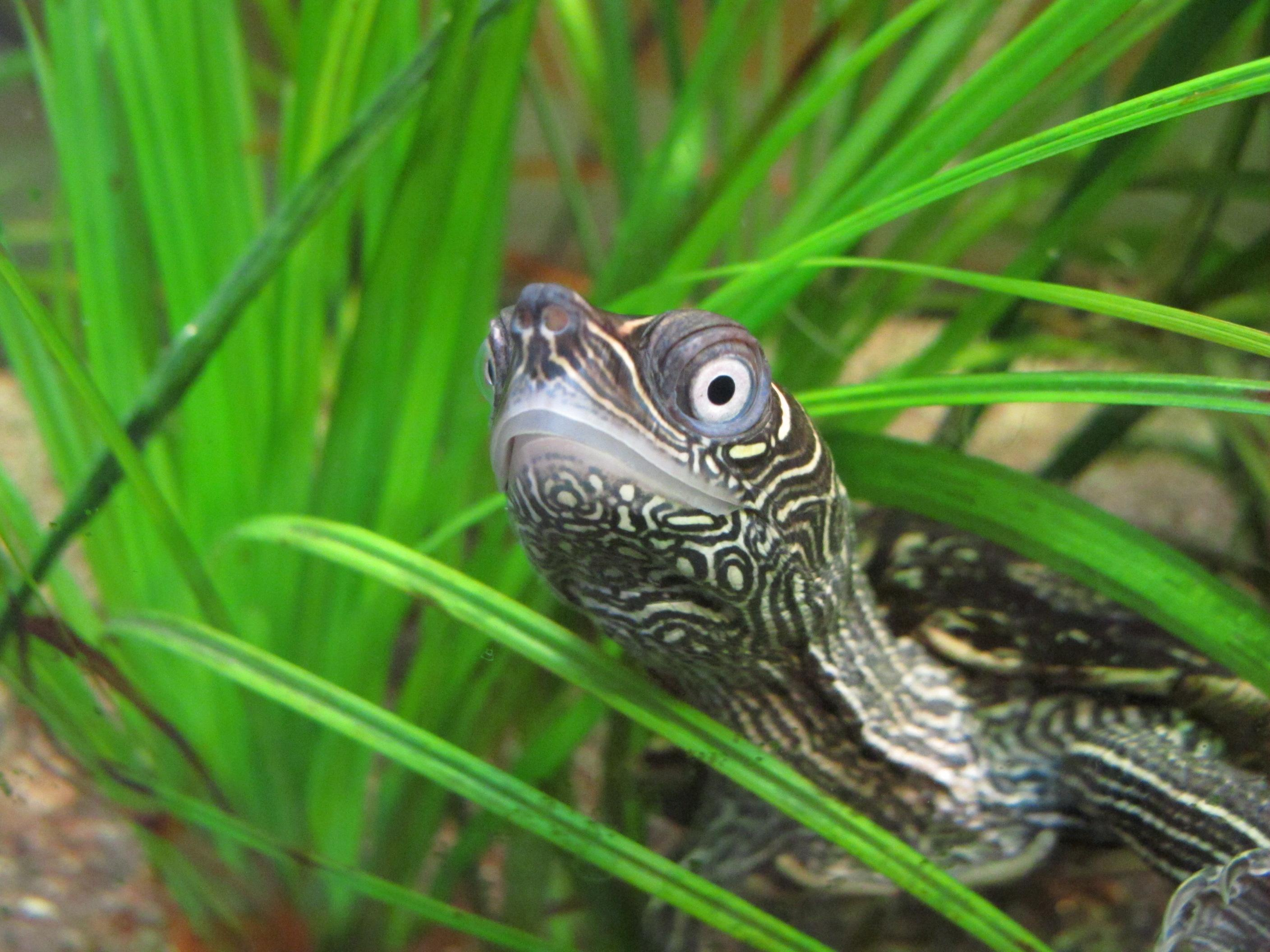
Mississippi-Höckerschildkröte (Graptemys pseudogeographica kohnii)

## Lebensweise
Ihre Lebensweise ähnelt der aller Schildkröten (vgl. dort). Den Tag verbringen sie mit der Nahrungssuche und dem Sonnen zur Regulierung ihrer Körpertemperatur. Sobald die Temperaturen dauerhaft unter 20 °C bleiben, beginnen die Tiere zu überwintern, wobei es hier zu großen Unterschieden aufgrund der geographischen Herkunft kommt. Während sie im nördlichen Verbreitungsgebiet bei Temperaturen unter 10 °C in eine Starre fallen, bleiben sie im Süden den Winter über gemäßigt aktiv.

### Ernährung
Höckerschildkröten sind mit ihren kräftigen Kiefern oft auf den Verzehr von Schnecken spezialisiert, nehmen aber sonst viele Arten von tierischer Kost auf, wie beispielsweise Fische, Weichtiere, Insekten. Vegetarische Kost ergänzt ihren Speisezettel.
Die Nahrungsaufnahme findet ausschließlich im Wasser statt. Allerdings ließ sich beobachten, dass einzelne Tiere Nahrung vom Land ins Wasser zogen.

### Fortpflanzung
Im Herbst und im Frühjahr suchen sich die Männchen und Weibchen zur Begattung auf. Nach einer erfolgreichen Befruchtung bleiben die Weibchen für mehrere Jahre fruchtbar. Weichschalige Eier legen sie ab dem Frühjahr in oft vier Gelegen pro Jahr mit jeweils artabhängig um die vier Eier. Präferierte Eiablagestellen sind sonnige Uferzonen mit leicht sandigem Grund gut oberhalb der Wasseroberfläche. Das trächtige Weibchen sucht diese Stellen früh morgens oder bei Einbruch der Dunkelheit zur Oviposition (Eiablage) auf. Dort gräbt sie eine flaschenförmige Grube, die sie nach der Eiablage sorgfältig verschließt, so dass sie von der Umgebung nicht mehr zu unterscheiden ist. Die Eier werden rund drei Monate lang inkubiert. Das Geschlecht der Jungtiere ist von der Inkubationstemperatur abhängig, wobei artspezifisch häufig ein Wert von über 28 °C vorwiegend Weibchen hervorbringt.

## Systematik

### Breitköpfige Arten
Die breitköpfigen Höckerschildkröten wachsen größer als die übrigen Arten. Man findet sie vorwiegend in verkrauteten ruhigen Flussabschnitten mit Gelegenheiten des Sonnenbadens auf Steinen oder Baumstämmen, die aus dem Wasser ragen.

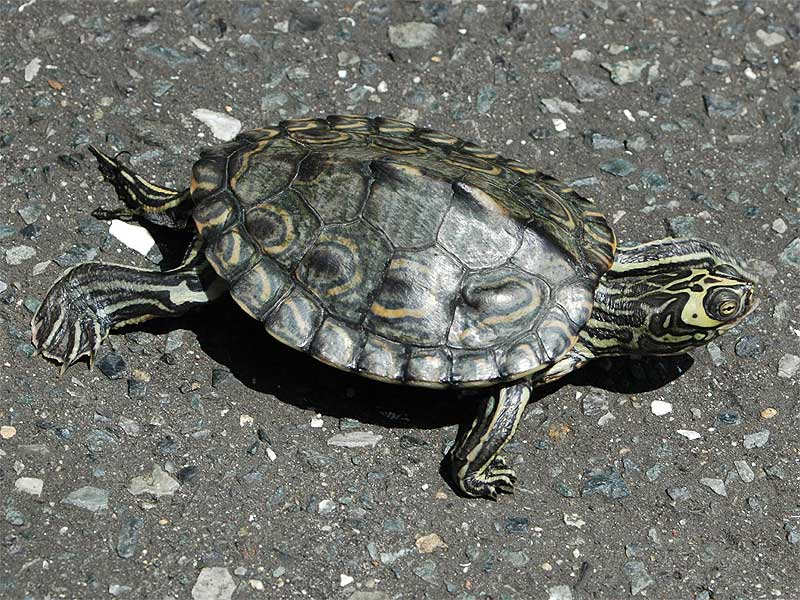
Barbours-Höckerschildkröte Graptemys barbouri Schlüpfling

- Barbours Höckerschildkröte (Graptemys barbouri Carr & Marchand, 1942)
- Escambia-Höckerschildkröte (Graptemys ernsti Lovich & Mccoy, 1992)
- Landkarten-Höckerschildkröte auch Landkartenschildkröte (Graptemys geographica (Le Sueur, 1817))
- Pascagoula-Höckerschildkröte (Graptemys gibbonsi Lovich & Mccoy, 1992)
- Ouachita-Höckerschildkröte (Graptemys ouachitensis Cagle, 1953)
  - Ouachita-Höckerschildkröte (Graptemys ouachitensis ouachitensis Cagle, 1953)
  - Sabine-Höckerschildkröte (Graptemys ouachitensis sabinensis Cagle, 1953) - manchmal auch als eigene Spezies Graptemys sabinensis aufgefasst
- Falsche Landkarten-Höckerschildkröte (Graptemys pseudogeographica (Gray, 1831)) - beide Unterarten sind häufig in Terrarien gehaltene Tiere
  - Missouri-Höckerschildkröte (Graptemys pseudogeographica pseudogeographica (Gray, 1831))
  - Mississippi-Höckerschildkröte (Graptemys pseudogeographica kohnii (Baur, 1890))
- Schmuck-Höckerschildkröte auch Alabama-Höckerschildkröte (Graptemys pulchra Baur, 1893)
- Graptemys pearlensis Ennen, Lovich, Kreiser, Selman & Qualls, 2010

### Schmalköpfige Arten
Die schmalköpfigen Höckerschildkröten zählen zu den kleinsten Schildkröten überhaupt. Sie bewohnen kalkreiche Flussabschnitte mit zum Teil beachtlicher Strömung. Die Möglichkeit des Sonnenbadens auf Steinen oder aus dem Wasser
ragenden Baumstämmen muss gewährleistet sein.
Die erstgenannten drei Arten haben sich nach der letzten Eiszeit aus einer Spezies entwickelt, die der rezenten Pracht-Höckerschildkröte ähnelte.
- Gelbtupfen-Höckerschildkröte (Graptemys flavimaculata Cagle, 1954)
- Schwarzknopf-Höckerschildkröte auch Schwarzbeulen-Höckerschildkröte (Graptemys nigrinoda Cagle, 1954)
  - Schwarzknopf-Höckerschildkröte auch Schwarzbeulen-Höckerschildkröte (Graptemys nigrinoda nigrinoda Cagle, 1954)
  - Delta-Schwarzknopf-Höckerschildkröte auch Südliche Schwarzbeulen-Höckerschildkröte (Graptemys nigrinoda delticola Folkerts & Mount, 1969)
- Pracht-Höckerschildkröte (Graptemys oculifera (Baur, 1890))
- Texas-Höckerschildkröte (Graptemys versa Stejneger, 1925)
- Cagles Höckerschildkröte (Graptemys caglei Haynes & Mckown, 1974)

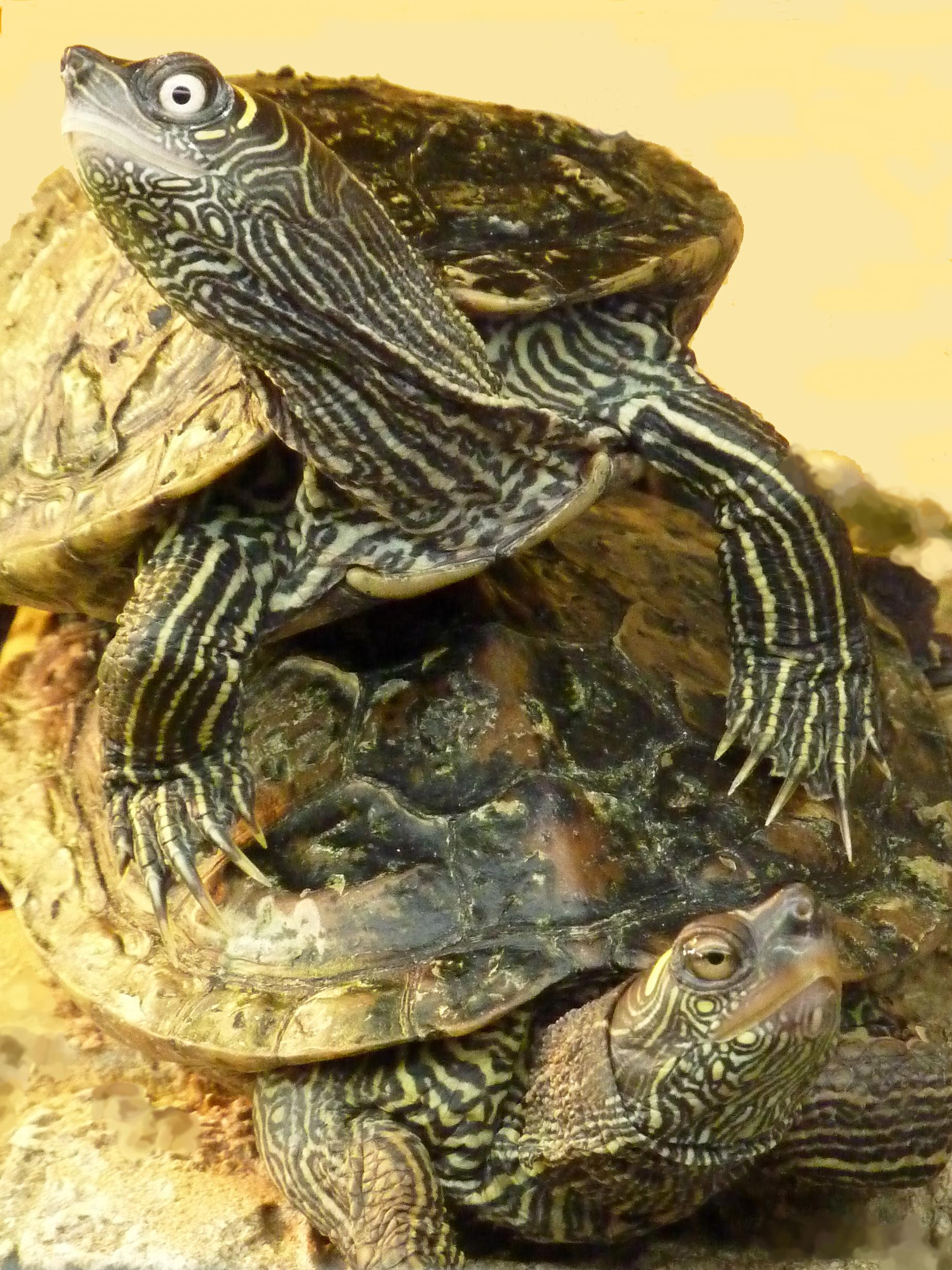
o. Mississippi-Höckerschildkröte (Graptemys pseudogeographica kohnii) - u. Falsche Landkarten-Höckerschildkröte bzw. Missouri-Höckerschildkröte (Graptemys pseudogeographica pseudogeographica)